# Физеш (Караш-Северин)
Физеш (рум. Fizeș) насеље је у Румунији у округу Караш-Северин у општини Берзовија. Oпштина се налази на надморској висини од 150 m.

## Прошлост
По "Румунској енциклопедији" место се први пут помиње 1597. године. Поново се јавља 1690-1700. године, а по протеривању Турака 1717. године у селу је било 110 кућа. Између 1758-1763. године грађена је камена православна црква. Епидемија колере 1780. године однела је много живота у насељу.
Аустријски царски ревизор Ерлер је 1774. године констатовао да место припада Карашовском округу, Вршачког дистрикта. Становништво је било претежно влашко.

## Становништво
Према подацима из 2002. године у насељу је живело 950 становника.

### Попис2002.
| Расподела становништва по националности 2002.‍ | Расподела становништва по националности 2002.‍ | Расподела становништва по националности 2002.‍ | Расподела становништва по националности 2002.‍ | Расподела становништва по националности 2002.‍ |
| --------------------------------------------- | --------------------------------------------- | --------------------------------------------- | --------------------------------------------- | --------------------------------------------- |
|                                               |                                               |                                               |                                               |                                               |
| Румуни                                        | Румуни                                        |                                               | 821                                           | 87,2%                                         |
| Мађари                                        | Мађари                                        |                                               | 100                                           | 10,6%                                         |
| Немци                                         | Немци                                         |                                               | 16                                            | 1,7%                                          |
| Словаци                                       | Словаци                                       |                                               | 5                                             | 0,5%                                          |